# Princípio da informação
O princípio da informação é um princípio jurídico que rege o Direito Ambiental, bem como o Direito do Consumidor, no Brasil.
No Direito Ambiental, este princípio obriga a Administração Pública a permitir o acesso aos documentos, expedientes e processos administrativos que versem sobre matéria ambiental. Não haveria a necessidade de de comprovação de interesse específico, sendo um instrumento imprescindível à formação do convencimento da população quanto à política pública ambiental. Possui previsão no art. 6º, X da Lei de Resíduos Sólidos.